# Пінсян (Гуансі)
Пінсян (кит. спр. 凭祥市, піньїнь: Píngxiáng Shì) — прикордонне місто-повіт в Гуансі-Чжуанському автономному районі, складова міста Чунцзо.

## Географія
Пінсян розташовується на південному заході префектури, лежить на притоках річки Цзоцзян.

### Клімат
Місто знаходиться у зоні, котра характеризується вологим субтропічним кліматом. Найтепліший місяць — липень із середньою температурою 27.9 °C. Найхолодніший місяць — січень, із середньою температурою 13.6 °С.
| Клімат Пінсяна          | Клімат Пінсяна | Клімат Пінсяна | Клімат Пінсяна | Клімат Пінсяна | Клімат Пінсяна | Клімат Пінсяна | Клімат Пінсяна | Клімат Пінсяна | Клімат Пінсяна | Клімат Пінсяна | Клімат Пінсяна | Клімат Пінсяна | Клімат Пінсяна |
| Показник                | Січ.           | Лют.           | Бер.           | Квіт.          | Трав.          | Черв.          | Лип.           | Серп.          | Вер.           | Жовт.          | Лист.          | Груд.          | Рік            |
| Середній максимум, °C   | 17,8           | 19,2           | 22,1           | 27,1           | 30,7           | 32,3           | 32,6           | 32,4           | 31,1           | 28,3           | 24,4           | 20,6           | 26,6           |
| Середня температура, °C | 13,6           | 15,4           | 18,4           | 22,9           | 26             | 27,7           | 27,9           | 27,4           | 26             | 23             | 18,8           | 15             | 21,8           |
| Середній мінімум, °C    | 10,7           | 12,7           | 15,7           | 19,9           | 22,6           | 24,4           | 24,6           | 24,3           | 22,7           | 19,6           | 15,2           | 11,3           | 18,6           |
| Норма опадів, мм        | 37.6           | 40             | 63.1           | 94.1           | 163.3          | 209.9          | 203.8          | 234            | 140            | 72.8           | 54.9           | 21.8           | 1130.2         |
| Вологість повітря, %    | 80             | 82             | 82             | 80             | 78             | 80             | 80             | 82             | 81             | 80             | 79             | 77             | 80             |
| ----------------------- | -------------- | -------------- | -------------- | -------------- | -------------- | -------------- | -------------- | -------------- | -------------- | -------------- | -------------- | -------------- | -------------- |
| Джерело: data.cma.cn    |                |                |                |                |                |                |                |                |                |                |                |                |                |